# 스미노에역
스미노에역(일본어: 住ノ江駅, すみのええき)은 일본 오사카부 오사카시 스미노에구에 있는 난카이 전기철도 난카이 본선의 역이다. 역 번호는 NK09이다. 住之江는 잘못된 표기이다. 난카이 본선 복복선 구간의 마지막 역이다. 차고가 위치하고 난바 역에서 출발하는 하행 막차는 이 역까지 운행한다.

## 역 구조
섬식 승강장 2면 4선의 복복선 고가역으로, 난바 역 방향 복복선, 와카야마시 역 방향 복선의 대피가 가능한 역이다. 승강장은 3층, 개찰구는 2층에 있다. 1층은 매장 난카이(2016년 12월 1일
개업한 "N.KLAS 스미노에" 상업 시설)이다.
역 서쪽에는 스미노에 검차구가 있어, 야간 체박의 운용이 있다. 차고의 관계상, 상,하행선이 함께 건늠선이 존재하여, 와카야마시 방향에는 입환선도 있다. 어느 플랫폼에 있으면서 유치선에서 휴식하고 있는 차량군을 바라볼 수 있다.
화장실은 개찰 내에 있는 남녀별 수세식이다.

### 승강장
| 번호 | 노선      | 방향        | 행선                                       |
| ---- | --------- | ----------- | ------------------------------------------ |
| 1    | 난카이 선 | 하행 완행선 | 와카야마시 방면 ( 공항선) 간사이 공항 방면 |
| 2    | 난카이 선 | 하행 완행선 | (통상은 통과 열차만)                       |
| 3    | 난카이 선 | 상행 완행선 | 난바 방면                                  |
| 4    | 난카이 선 | 상행 완행선 | 난바 방면(정차 열차는 일부만)              |

- 하행 정차 열차는 모두 1번 선에 들어가고, 2번 선은 속달 열차의 통과만 있다.
- 상행의 정차 열차는 원칙적으로 3번 선에 들어간다. 그러나, 배선의 관계상, 입출고의 회송 열차가 3번 선에서 물갈이를 실시하는 것이 있으므로 그 동안 정차 열차도 통과 열차용 4번 선에 입선하다.

## 역 주변
- 역전 광장은 없다.
- 역의 동쪽은 안류라는 정(町)명으로, 오사카 시립 아다치 초등학교, 스미노에 아다치 우체국이 있다. 한카이 전기궤도 한카이 선의 안류마치 정류장까지 동쪽으로 약 300m이다.
- 역 서쪽의 스미노에, 니시스미노에라는 정(町)명이다.
  - 역 고가하
    - 센트럴 웰니스 클럽 스미노에
    - 북유럽 푸드 서비스 본사 공장

## 역사
- 1907년 8월 21일: 난카이 철도의 스미요시 역(1917년 폐지) ~ 사카이 역 사이에 신설.
- 1916년 12월 15일: 폐지.
- 1928년 2월 5일: 재개업.
- 1944년 6월 1일: 회사 합병으로 긴키 닛폰 철도의 역이 됨.
- 1947년 6월 1일: 노선 양도로 인한 난카이 전기철도의 역이 됨.
- 1977년 4월 10일: 외측 2선만 고가화.
- 1980년 6월 15일: 고가화 완성.

## 사진

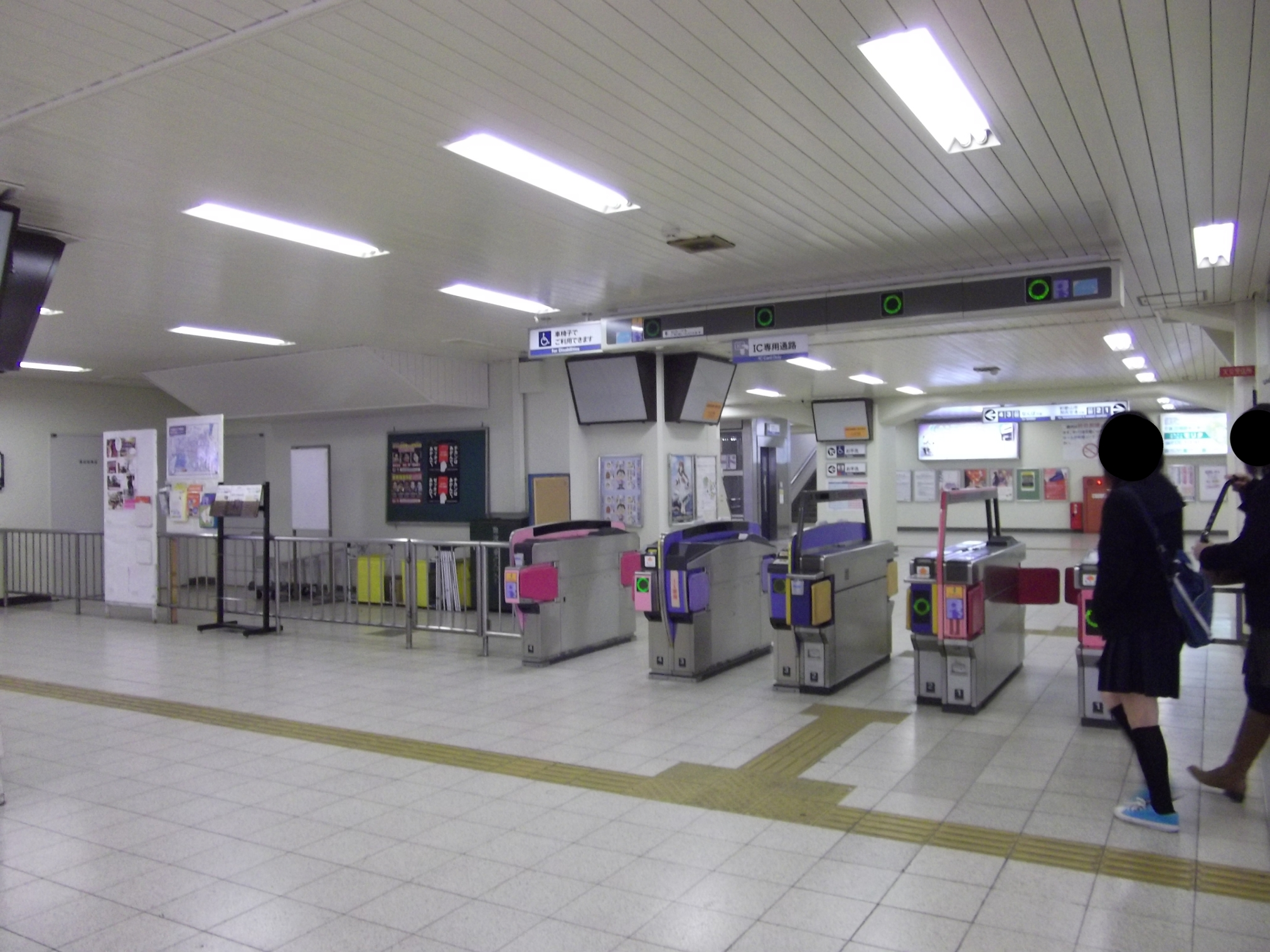
개찰구
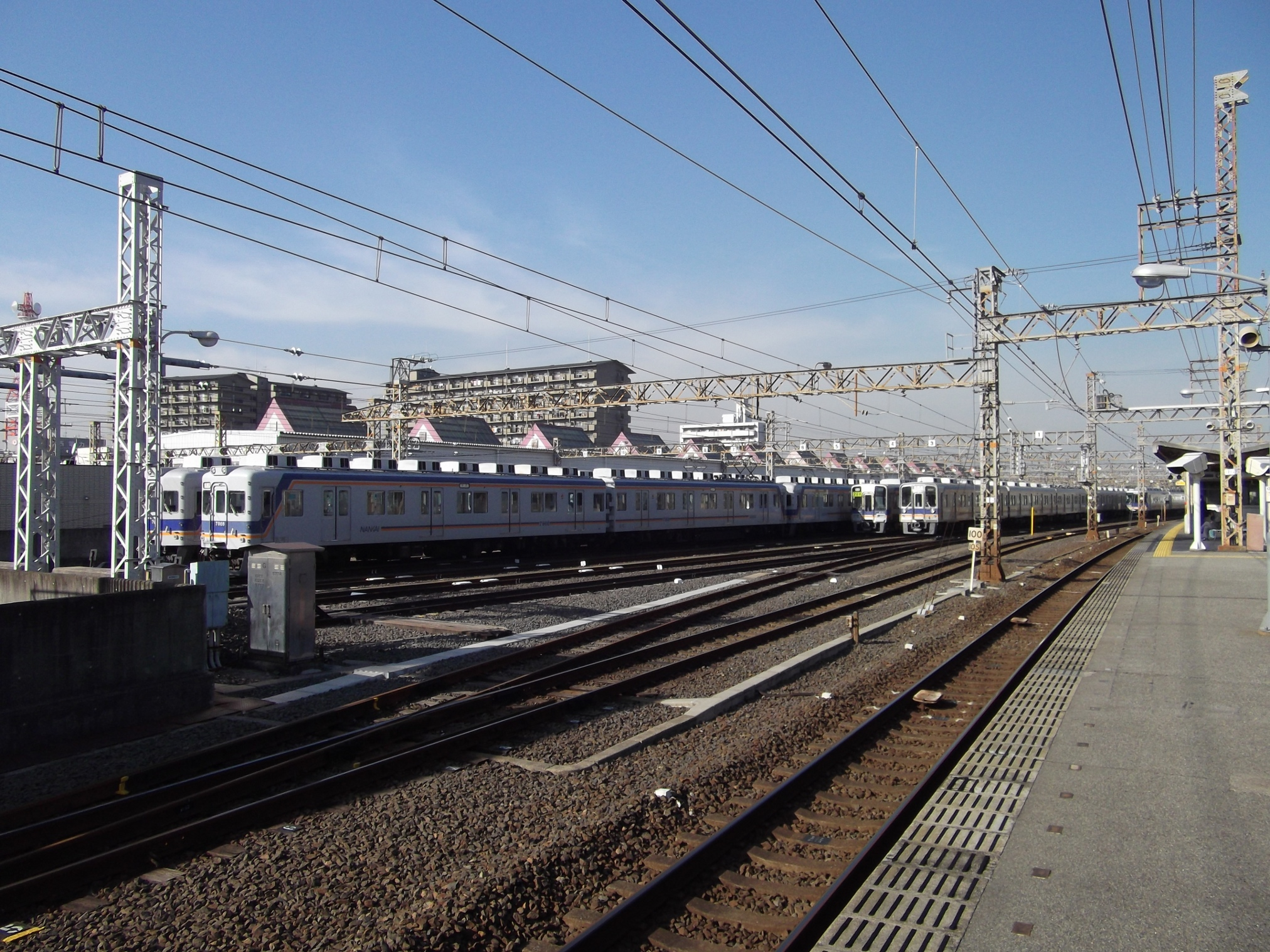
스미노에 역 유치선
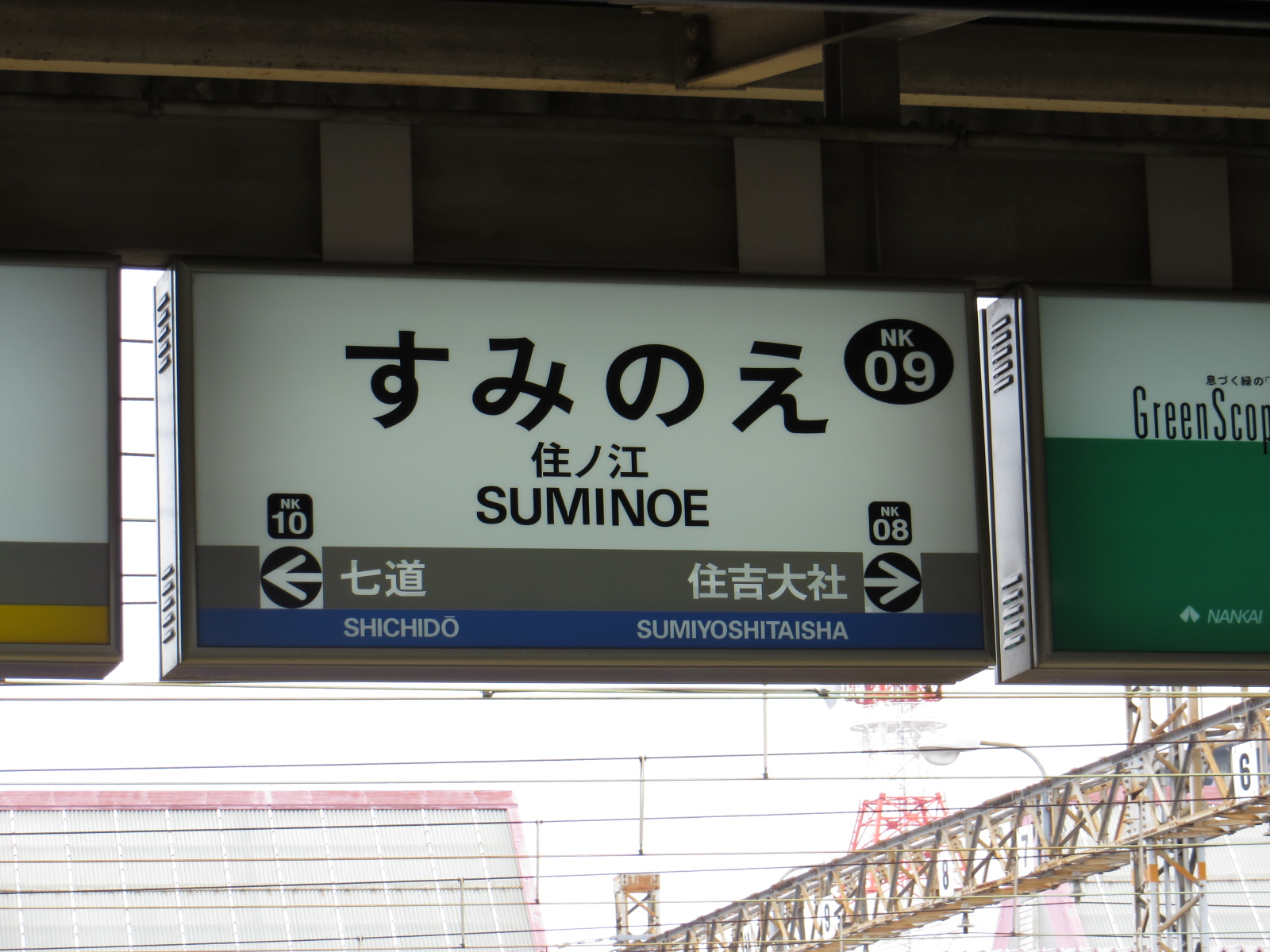
역명판

## 인접역
| 난카이 전기철도 난카이 본선   | 난카이 전기철도 난카이 본선 | 난카이 전기철도 난카이 본선 |
| ----------------------------- | --------------------------- | --------------------------- |
| NK08 스미요시다이샤 난바 방면 | ■ 보통                      | 시치도 NK10 와카야마시 방면 |